# Norbert Kugler

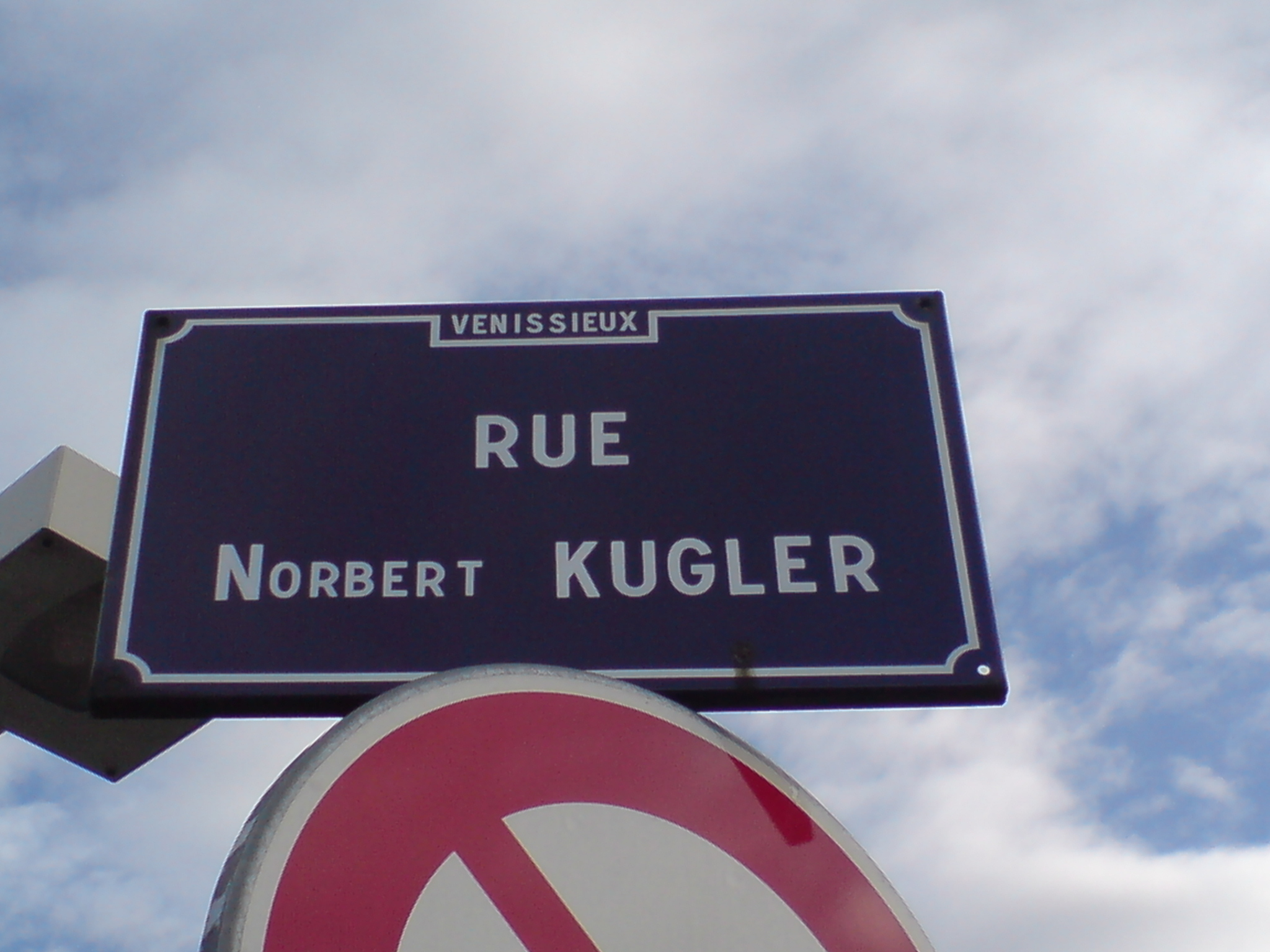
Rue Norbert Kugler, Vénissieux

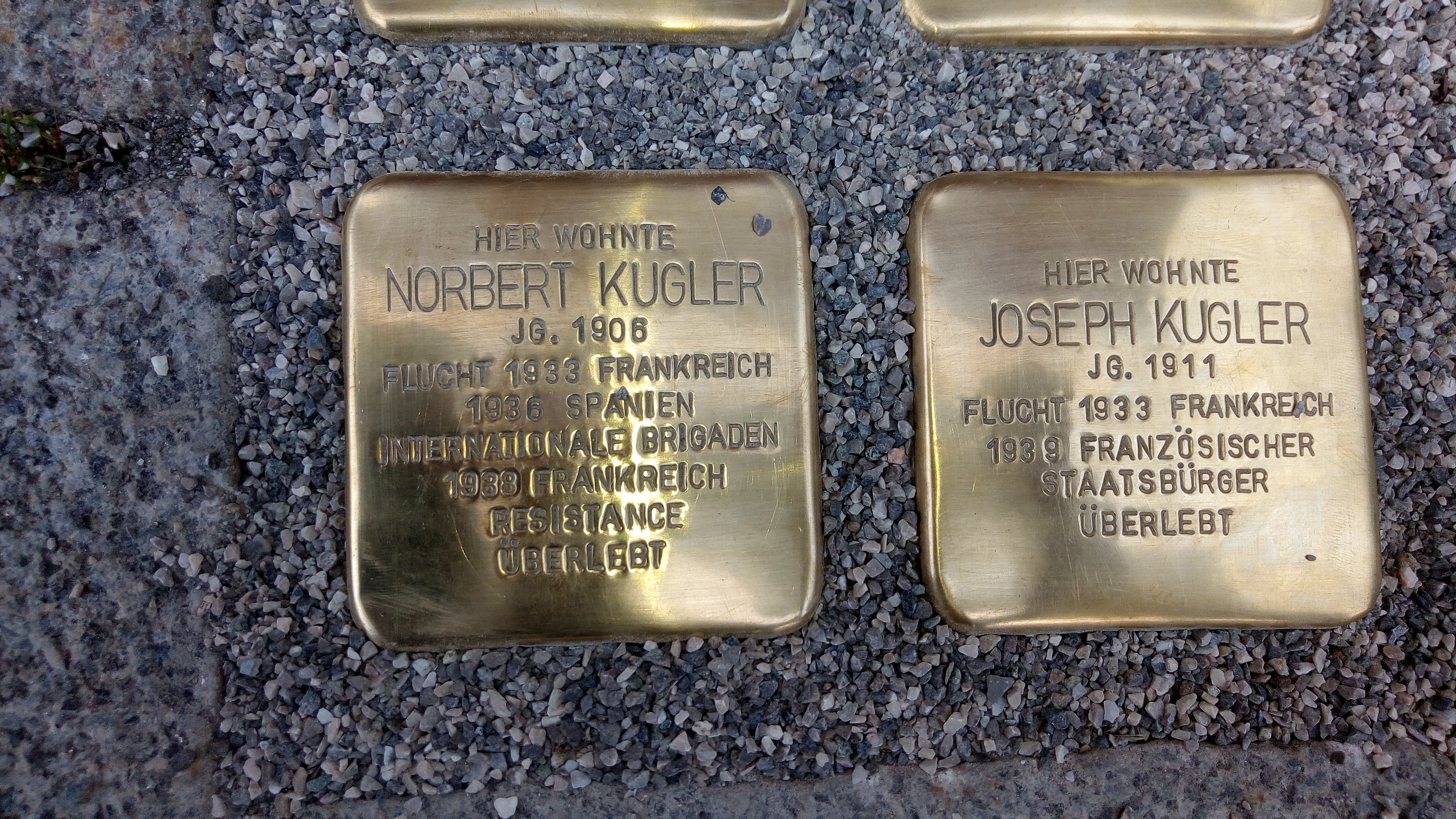
Stolpersteine für Norbert und Joseph Kugler

Norbert Kugler (geboren 10. April 1906 in Schongau; gestorben 4. Mai 1982 in Ost-Berlin) war ein deutscher kommunistischer Aktivist sowie Begründer und militärischer Kommandant des Bataillons Carmagnole Liberté. In Vénissieux bei Lyon ist eine Straße nach ihm benannt.

## Leben
Norbert Kugler wurde in eine jüdische Familie in Oberbayern geboren. Der Vater Moritz Kugler (geb. 27. Juli 1861 in Németkeresztúr; gest. 10. August 1942) und die Mutter Rosa geb. Blumenstein (geb. 15. August 1866 in Gunzenhausen; gest. 21. Juli 1942) wurden 1942 in das Ghetto Theresienstadt deportiert und verstarben dort im selben Jahr.
Als Aktivist in linksradikalen Organisationen floh Norbert Kugler kurz nach Hitlers Machtergreifung aus Deutschland und schloss sich seinem Bruder Joseph Kugler an, der bei den Kommunisten in Toulouse aktiv war. Im Herbst 1936 trat er in die Internationalen Brigaden ein und kämpfte in Spanien im Thälmann-Bataillon der 11. Brigade. Ende 1938 kehrte er nach Toulouse zurück und lernte seine Frau kennen. Mira Kugler (geb. 1914 als Mira Broner) hatte 1936 ihre Heimatstadt Lodz verlassen, sie schloss sich den Internationalen Brigaden als Krankenschwester an.
1939 wurde Kugler in Frankreich verhaftet und in verschiedenen Lagern im Südwesten und in der Normandie interniert. Vor der Ankunft der Deutschen befreit, nahm er seine illegale Arbeit in Toulouse wieder auf. In Vichy-Frankreich wurde er 1941 erneut verhaftet und im Camp du Récébédou interniert, aus dem er floh. Unter dem Pseudonym „Albert“ wurde er militärisches Mitglied der französische Partisanen in Lyon im Zweig Carmagnole, bevor er das Kommando der von Rhône und Istroes gebildeten H14-Region übernahm. Als General Ljubomir Ilić (1905–1991) im Frühjahr 1944 nach Paris gerufen wurde, übernahm Kugler diese Position an der Spitze des gesamten FTP-MOI in der Südzone. Er erhielt den Rang eines Oberstleutnants FFI.
Ab 1944 war Kugler für den jugoslawischen Nachrichtendienst tätig und hielt sich 1945 in Belgrad auf. Er kehrte im Juli 1945 nach Schongau zurück und arbeitete in Westdeutschland 1945 bis 1949 nachrichtendienstlich für die KPD/SED (unter den Decknamen „Otto“ bzw. „Albert Bauer“) und für den jugoslawischen Nachrichtendienst. Nach dem  Bruch zwischen Tito und Stalin beendete er seine Tätigkeit für den jugoslawischen Dienst, er übersiedelte im Juni 1949 in die SBZ.
Am 27. Dezember 1951 wurde er wegen nachrichtendienstlicher Tätigkeit für den jugoslawischen Geheimdienst aus der SED ausgeschlossen, er verweigerte 1956 die Wiederaufnahme in die SED, trat jedoch 1967 wieder ein.
In der DDR war Kugler zunächst Direktor der Fachdirektion Textil des Deutschen Außenhandels. 1952/1953 war er unternehmerisch in West-Berlin tätig, danach übte er verschiedene Tätigkeiten in der DDR aus (als Anbinder, Sachbearbeiter im VEB Transformatorenwerk in Berlin, Verkäufer beim VEB Herrenmode, Absatzleiter im VEB Treffmodelle). 1969 ging er in Rente.

## Ehrungen und Gedenken
1956 erhielt er die Hans-Beimler-Medaille der DDR für den Kampf in den Internationalen Brigaden im Rahmen des spanischen Bürgerkriegs.
1979 erhielt er die Ehrenbürgerurkunde der Stadt Villeurbanne, in Vénissieux ist eine Straße nach Norbert Kugler benannt.
2021 ließ die Stadt Schongau zur Erinnerung an die Opfer des Nationalsozialismus vor dem Haus Marienplatz 12, in dem Norbert Kuglers Eltern ein Geschäft für Herrenausstattung betrieben hatten, vier Stolpersteine für die Familie Kugler ins Bodenpflaster einfügen, darunter auch einen für Norbert Kugler.